# 米基利西克 (多布羅韋利奇基夫卡區)
48°19′35″N 31°24′38″E / 48.32639°N 31.41056°E
米基利西克（烏克蘭語：Микільське），是烏克蘭中部的村莊，隸屬基洛夫格勒州的新烏克蘭卡區。該村始建於1929年，面積0.12平方公里，海拔高度116米，2001年人口25，人口密度每平方公里208.3人。